# Nagrada HOO-a Matija Ljubek
Nagrada HOO-a Matija Ljubek nagrada je Hrvatskog olimpijskog odbora za životno djelo, koja se dodjeljuje svake godine na svečanosti Velikog dana hrvatskog športa, koji se održava u čast 17. siječnja, godišnjice primitka HOO u Međunarodni olimpijski odbor. Od 1992. do 2001. godine nagrada se zvala Trofej Hrvatskog olimpijskog odbora, a od 2002. nosi ime tragično preminulog proslavljenog hrvatskog olimpijca, kajakaša Matije Ljubeka. Nagrada je portret-skulptura Matije Ljubeka a rad je akademskoga kipara Stipe Sikirice, izrađena u bronci a kao njezin sastavni dio je i pisana povelja.

### Dobitnici nagrade
| Godina | Dobitnici |
| ------ | --- |
| 1992.  | - Vladislav Bakšaj - Krešimir Drvodelić - Darko Dujmović - Ivan Hegeduš - Fredi Kramer - Leo Lang - Josip Perković - Hrvatski nogometni savez - Rukometni Klub Zagreb-Loto - Skijaški Klub Rijeka |
| 1993.  | - dr. Viktor Fiolić - Drago Horvat - Ante Mladinić - Marijan Tubić - Veslački klub Iktus |
| 1994.  | - Zdravko Ceraj - dr. Hrvoje Kačić - Danko Pavešić - Krešimir Pavlin - Hrvatski streljački savez                                                                                                  |
| 1995.  | - Vladimir Aubrecht - Dragutin Krnoul - Frane Matošić - Mihovil Rađa - Veslački klub Jadran Zadar                                                                                                 |
| 1996.  | - Dražan Jerković - Velimir Neferović - Ivo Zlatar - Nogometni klub Junak Sinj - Teniski Klub Karlovac                                                                                            |
| 1997.  | - prof. dr. Vladimir Findak - Stjepan Korbar - Milan Tumara - Rukometni Klub Metković-Razvitak - Veslački Klub Jadran Rijeka                                                                      |
| 1998.  | - Milan Antolković - Veljko Bakašun - Mihovil Dorčić - Joško Murat - Biciklističko Društvo Sloga Varaždin                                                                                         |
| 1999.  | - Duje Bonačić - Ante Liović - Olga šInkovec-Luncer - Hrvački Športski Klub Gavrilović Petrinja - Hrvatski Stolnoteniski Savez                                                                    |
| 2000.  | - Giuseppe Gjergja - Igor Koprivnikar - Štefica Krištof - Herman Vukušić - Jedriličarski klub Split                                                                                               |
| 2001.  | - Ante Žaja - Zlatko Pasarić - Franjo Vidaković - Ante Kostelić - Zagrebački nogometni savez |
| 2002.  | - Radovan Kirin - Vlatko Marković - Edo Pezzi - Andrija Vekić - Boris Volčanšek |
| 2003.  | - Franko Blagonić - Tomislav Ivić - Ivo Ratej - Petar Skanski - Teniski klub Split |
| 2004.  | - Ozren Bonačić - Minski Fabris - Ivica Horvat - Emil Hofman - Jedriličarski klub Uskok Zadar |
| 2005.  | - Vladimir Janković - Damir Kovačić - Marinko Mikulandra - Mirko Novosel - Streljačko društvo "Dalmacijacement" Solin                                                                             |
| 2006.  | - Zdenko Jajčević - Zdenko Matešić - Slavko Podgorelec - Ratomir Tvrdić - Boksački klub Pula |
| 2007.  | - Katica Ileš - Zlatko Lukić - Marko Prenđa - Vatromir Srhoj - Atletski klub Kvarner Autotrans Rijeka                                                                                             |
| 2008.  | - Dragan Milanović - Tomislav Šepec - Marijan Kraljević - King - Zorislav Srebrić - ŠD Primorje '08                                                                                               |
| 2009.  | - Boris Sinković - Lujo Györy - Stanko Hautz - Kineziološki fakultet Sveučilišta u Zagrebu - Boksački klub Borovo Vukovar                                                                         |
| 2010.  | - Lino Červar - Janko Goleš - Duško Krstulović - Ive Mustać - Miroslav Poljak - Žmego |
| 2011.  | - Krunoslav Sabolić - Mirko Jozić - Duško Antunović - Atletski sportski klub Zadar - Rukometni klub Zamet                                                                                         |
| 2012.  | - Ivo Trumbić - Aleksandar Anzur - Marijan Pasarić - Hrvatski atletski savez - Hrvatski šahovski savez                                                                                            |
| 2013.  | - Josip Petrinović - Ivo Goran Munivrana - Zdenko Kobešćak - Plivački klub Faros Stari Grad - Hrvatski vaterpolski savez                                                                          |
| 2014.  | - Boško Lozica - Josip Čorak - Mimi Vurdelja - Nikola Perković - Judo klub Mladost |
| 2015.  | - Erna Hawelka - Romano Bajlo - Ante Nakić - Ivan Kralj - GNK Dinamo Zagreb |
| 2016.  | - Mirjana Ognjenović - Milan Markežić - Nikola Pilić - Hrvatski judo savez - TK Donji Miholjac |
| 2017.  | - Zrinko Gregurec - Dragutin Šurbek - Zvjezdana Tuma - Pavlov - Vlaho Asić - Sportsko ribolovno društvo Priroda Vinkovci                                                                          |
| 2018.  | - Vjekoslav Šafranić - Danko Jerković - Branko Omazić - Ante Tanfara - Rukometni klub Rudar Rude                                                                                                  |
| 2019.  | - Košarkaški klub Drniš - Vinko Dobrić - Teniski klub Osijek - Hrvatski veslački savez - Ženski rukometni klub Lokomotiva Zagreb                                                                  |
| 2020.  | - Predrag Sloboda - Ivan Pal - Ivica Jelić - Damir Šolman - Košarkaški klub Split |
| 2021.  | - Branka Batinić - Josip Šojat - Želimir Feitl - Milivoj Bebić - Alojz Muha |
| 2022.  | - Branko Peašinović - Miran Martinac - Zoran Roje - Mihovil Nakić-Vojnović - Nikola Plećaš |
| 2023.  | - Jurica Carić - Tomislav Čuljak - Zlatko Žagmešter - Ivica Lazić - Morana Paliković Gruden - Ante Baković                                                                                        |